# Simon Cameron
Simon Cameron (Maytown (Pennsylvania), 8 maart 1799 - idem, 26 juni 1889) was een Amerikaanse politicus en minister van Oorlog.
Cameron werd geboren in de staat Pennsylvania en werkte aanvankelijk als journalist in Harrisburg en Washington D.C.. In 1845 werd hij voor de Democratische Partij verkozen in de senaat, als opvolger van de latere president James Buchanan. In 1849 eindigde zijn termijn en keerde hij terug naar zijn thuisstaat. In 1856 stapte hij over naar de pas opgerichte Republikeinse Partij, waarvoor hij in 1857 opnieuw werd gekozen in de Senaat. Tijdens de nationale conventie van 1860 was hij tijdens de eerste stemronde kandidaat voor het presidentschap, maar zijn aanhangers stemden tijdens de tweede ronde op Abraham Lincoln in ruil voor een ministerschap voor hun Cameron.
Op 5 maart 1861 trad Cameron aan als de nieuwe minister van Oorlog amper enkele weken voor het uitbreken van de Amerikaanse Burgeroorlog. Cameron bleek niet in staat om zijn departement efficiënt te laten functioneren: corruptie bij de toewijzing van legercontracten bleek er wijd verspreid, terwijl de minister nauwelijks kennis had van militaire strategie. In mei 1862 benoemde Lincoln hem dan ook als de nieuwe ambassadeur in Rusland. Als minister werd Cameron opgevolgd door Edwin M. Stanton. Al in februari 1863 vroeg en kreeg Cameron ontslag en keerde hij terug naar zijn thuisstaat. In 1864 voerde hij campagne voor de herverkiezing van Lincoln en in 1867 werd hij voor de derde keer verkozen als senator. In 1868 stemde hij voor de afzetting van president Andrew Johnson. In 1876 benoemde president Ulysses S. Grant zijn zoon J. Donald Cameron tot minister van Oorlog. In 1877 nam Cameron ontslag uit de senaat, met zijn zoon als opvolger. Hij overleed in 1889 op zijn landgoed Donegal Springs net buiten Maytown.
- Gemeinsame Normdatei: 1185656537
- International Standard Name Identifier: 0000 0000 2829 9762
- Library of Congress Control Number: n86114834
- National Archives and Records Administration: 10572853
- Nationale Bibliotheek van Israël: 987007271311605171
- Nederlandse Thesaurus van Auteursnamen: 070372144
- SNAC: w6377ngz
- Biographical Directory of the United States Congress: C000068
- Virtual International Authority File: 16253895
- WorldCat: E39PBJghpwwkD3Dqkp7HQpbrv3